# Buddy (Musiker)

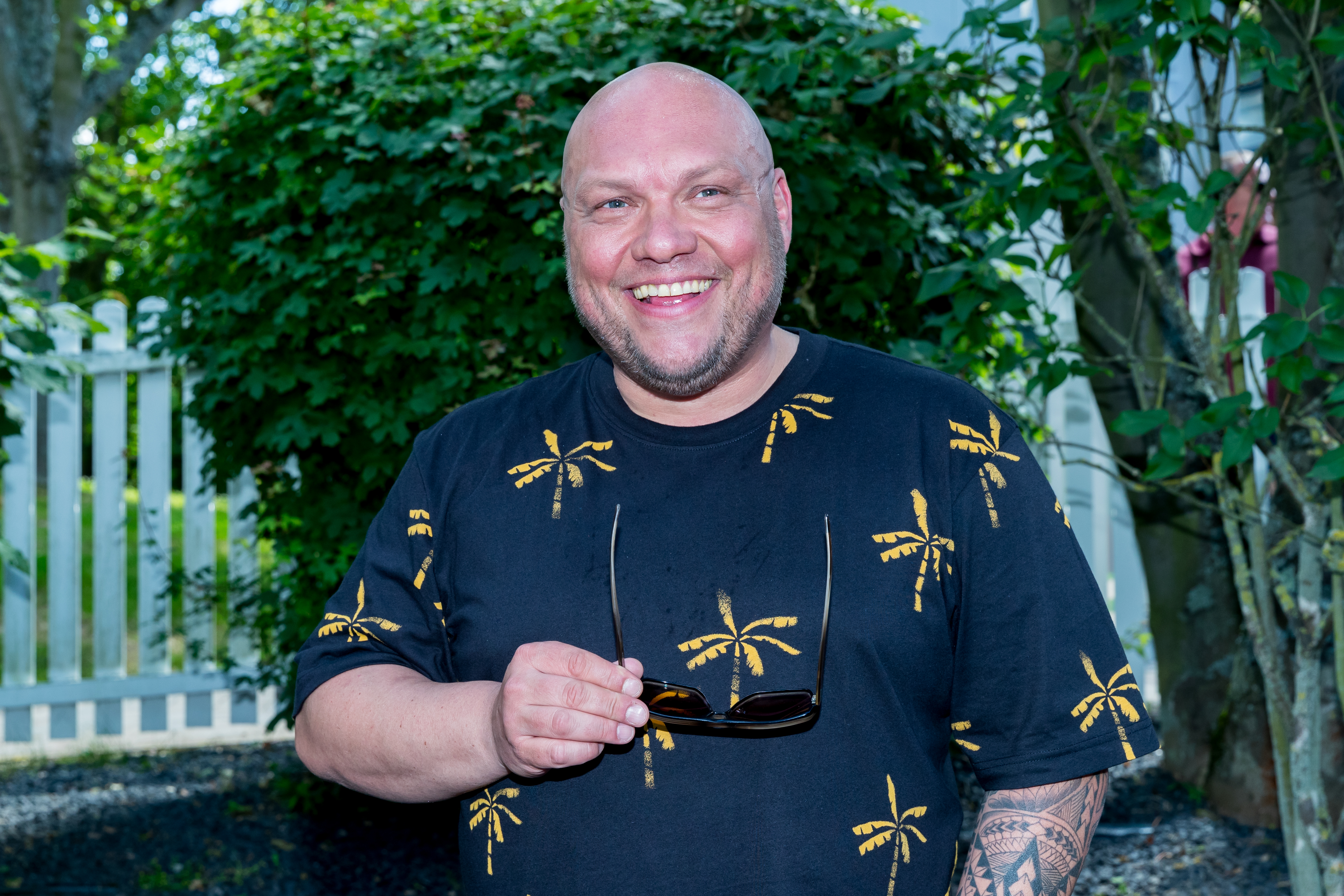
Buddy (2024)

Buddy, eigentlich Sebastian Erl (* 1977 in Ost-Berlin) ist ein deutscher Partyschlagersänger.

## Werdegang
Erl stammt aus Bernau bei Berlin. Parallel zu seiner Tätigkeit als gelernter Gas- und Wasserinstallateur betätigte sich Erl mit Freunden in einem Tonstudio. Er schrieb und interpretierte zunehmend eigene Texte.
2000 erschien unter seinem Pseudonym der Song Ab in den Süden. Das Lied überzeugte zwar  eine Plattenfirma, erreichte damals jedoch keine Charterfolge.
Erst später – über Österreich – wurde Ab in den Süden populär: Der österreichische DJ The Wave wurde auf das Lied im Internet aufmerksam und legte es in den österreichischen Großdiscos immer wieder auf. Schließlich wurde es auch beim Radiosender Ö3 zum Sommerhit, und als die Single im Juni 2003 erneut veröffentlicht wurde, kletterte sie innerhalb von zwei Wochen auf Platz 1, wo sie sich 12 Wochen halten konnte. Auch in Deutschland ging es kurz darauf bis auf Platz 2 nach oben. Das Lied wurde in Deutschland mit einer Goldenen Schallplatte ausgezeichnet. In Österreich wurde es Ende 2003 zum kommerziell erfolgreichsten Lied des Jahres erklärt und mit Doppel-Platin ausgezeichnet.
Darüber hinaus veröffentlichten Buddy vs. DJ The Wave das Lied Ab in den Norden, bei welchem der Text des Originals Ab in den Süden leicht abgewandelt wurde.
Die deutsch-österreichische Verbindung hielt nicht lange. Im Winter gab es noch eine Skiparty-Version des Hits unter dem Titel Ab auf die Piste, die aber Buddy alleine veröffentlichte.
2005 unterstützte er noch Urbi & Orbi bei ihrem Lied zur Papstwahl, bevor er mit seinem Debütalbum auf den Markt kam und mit der Single Mama Mallorca erneut in die Charts kommen konnte.
Seit 2009 lebt Erl in Köln-Porz.